# El hacedor
El hacedor es un libro escrito por Jorge Luis Borges, publicado por primera vez en 1960 por Emecé Editores y reeditado en varias oportunidades.

Se trata de un conjunto de 55 poemas, relatos y ensayos, algunos de ellos muy breves, entre los que se encuentran algunos de los textos más recordados del autor, por ejemplo la prosa reflexiva titulada "Borges y yo".
El prólogo, fechado el 9 de agosto de 1960, se titula A Leopoldo Lugones, por lo que puede considerarse al mismo tiempo una dedicatoria. Se trata del relato de un encuentro ficcional, en el ámbito de la Biblioteca Nacional —el propio autor lo llama sueño—, de Borges con Leopoldo Lugones, fallecido en 1938.
Los textos que componen El hacedor se escribieron en distintos momentos y circunstancias. Sin embargo, reunidos en un volumen configuran un conjunto en el que aparecen las principales preocupaciones, aficiones y nostalgias del autor, unidas por un lenguaje por momentos soberbio y por momentos escueto y claro.
En el epílogo, Borges explica la heterogeneidad y aparente ambigüedad de esta obra:

Quiera Dios que la monotonía esencial de esta miscelánea (que el tiempo ha compilado, no yo, y que admite piezas pretéritas que no me he atrevido a enmendar, porque las escribí con otro concepto de la literatura) sea menos evidente que la diversidad geográfica o histórica de los temas. De cuantos libros he entregado a la imprenta, ninguno, creo, es tan personal como esta colecticia y desordenada silva de varia lección, precisamente porque abunda en reflejos y en interpolaciones.

El libro toma su nombre del primer texto que, con el título El hacedor, reflexiona acerca de Homero —sin mencionar su nombre en ningún momento— en la instancia del inicio de la ceguera del mítico autor griego.
El hacedor se publicó por primera vez poco tiempo después de que el autor reuniera los textos que lo componen, como queda evidenciado por la fecha del epílogo, 31 de octubre de 1960.

## Índice de contenido
Componen la obra:
- A Leopoldo Lugones (dedicatoria, a modo de introducción)
- El hacedor
- Dreamtigers
- Diálogo sobre un diálogo
- Las uñas
- Los espejos velados
- Argumentum ornithologicum
- El cautivo
- El simulacro
- Delia Elena San Marco
- Diálogo de muertos
- La trama
- Un problema
- Una rosa amarilla
- El testigo
- Martín Fierro
- Mutaciones
- Parábola de Cervantes y de Quijote
- Paradiso, XXXI, 108
- Parábola del palacio
- Everything and nothing
- Ragnarök
- Inferno, I, 32
- Borges y yo
- Poema de los dones
- El reloj de arena
- Ajedrez
- Los espejos
- Elvira de Alvear
- Susana Soca
- La luna
- La lluvia
- A la efigie de un capitán de los ejércitos de Cromwell
- A un viejo poeta
- El otro tigre
- Blind Pew
- Alusión a una sombra de mil ochocientos noventa y tantos
- Alusión a la muerte del coronel Francisco Borges (1833-74)
- In memoriam A.R.
- Los Borges
- A Luis de Camoens
- Mil novecientos veintitantos
- Oda compuesta en 1960
- Ariosto y los árabes
- Al iniciar el estudio de la gramática anglosajona
- Lucas, XXIII
- Adrogué
- Arte poética
- Museo
- Del rigor en la ciencia
- Cuarteta
- Límites
- El poeta declara su nombradía
- El enemigo generoso
- Le regret d'Héraclite
- In memoriam J.F.K.
- Epílogo